# Edward Fröhling
Edward Fröhling SAC (* 7. Oktober 1975 in Iserlohn) ist ein deutscher Theologe.

## Leben
Von 1995 bis 2000 studierte er katholische Theologie an der Theologischen Fakultät in Vallendar bis zum Diplomabschluss (Der Schrei vor dem dunklen Angesicht Gottes – Ein exegetischer Grenzgang Diplomarbeit im Fachbereich der Exegese des Alten Testaments). Von 1996 bis 2000 war er Honorarkraft des pädagogischen Teams am Haus Wasserburg (Jugend- und Familienbildungsstätte der Pallottiner in Vallendar). Der Koblenzer Hochschulpreis des Förderkreises Wirtschaft und Wissenschaft wurde ihm 2000 verliehen. Von 2000 bis 2001 war er Jugendbildungsreferent am Haus Wasserburg. Während des Noviziats (2001–2003) zum Eintritt in die Gemeinschaft der Pallottiner absolvierte er 2002 ein Pflegepraktikum am Vinzenz-Pallotti-Hospital, Bensberg und 2003 ein Pfarreipraktikum im Projekt Kirche im sozialen Brennpunkt der St.-Christophorus-Kirche (Berlin-Neukölln). Von 2003 bis 2006 war er Schul- und Internatsseelsorger am Vinzenz-Pallotti-Kolleg, Rheinbach. Von 2004 bis 2008 absolvierte er ein Promotionsstudium im Fachbereich Fundamentaltheologie an Universität Passau summa cum laude bei Martha Zechmeister und Wolfgang Treitler. Bischof Franz Kamphaus weihte ihn 2006 zum Priester. Im Wintersemester 2009/2010 wurde er zum Juniorprofessor für Fundamentaltheologie und Theologie der Spiritualität an der PTH Vallendar ernannt. Gastvorlesungen hielt er 2010/2011 und 2011/2012 im Bereich Ökumenische Theologie im Theologischen Studienjahr Jerusalem an der Dormitio-Abtei. Von 2009 bis 2013 war er Studierendenseelsorger an der PTHV. Von 2009 bis 2014 war er Prodekan der Theologischen Fakultät. Am 20. Juli 2018 wurde er zum ordentlichen Professor für Fundamentaltheologie ernannt.

## Schriften (Auswahl)
- Der Gerechte werden. Meister Eckhart im Spiegel der neuen politischen Theologie. Matthias-Grünewald-Verlag, Ostfildern 2010, ISBN 978-3-7867-2812-2 (zugleich Dissertation, Passau 2008).
- Geistlich denken. Über die fruchtbare Spannung von Fundamentaltheologie und Spiritualität. Matthias-Grünewald-Verlag, Ostfildern 2020, ISBN 3-7867-3141-1.